# Georges de Brémond d’Ars
Georges de Brémond d’Ars (ur. 20 kwietnia 1944 w Saintes, zm. 3 kwietnia 2012) – francuski polityk, eurodeputowany II, III i IV kadencji.

## Życiorys
Studiował na wydziale prawa i ekonomii Université Panthéon-Assas oraz na wydziale sztuki Université Paris Sorbonne. Pracował m.in. w sektorze bankowym w Banque Worms i administracji rządowej. Działał w Unii na rzecz Demokracji Francuskiej, był członkiem jej władz krajowych. Pełnił także kierownicze funkcje w ramach Fédération Nationale des Clubs Perspectives et Réalités. Wchodził w skład Rady Ekonomicznej i Społecznej. W latach 1988–1989 i 1993–1994 był eurodeputowanym II i III kadencji. W 1994 został wybrany do Parlamentu Europejskiego IV kadencji, z mandatu zrezygnował w 1999 na kilka tygodni przed jej końcem. Później do 2006 działał w Unii na rzecz Ruchu Ludowego.
Odznaczony Legią Honorową V klasy oraz Orderem Narodowym Zasługi.